# Klaus Masseli
Klaus Masseli (ur. 17 lipca 1941) – polski piłkarz, bramkarz.

## Kariera sportowa
W sezonie 1962/1963 zadebiutował w II lidze, w barwach Śląska Wrocław. Z wrocławską drużyną awansował do I ligi w 1964, w ekstraklasie grał w niej do 1969 (łącznie w 90 spotkaniach). W 1969 odszedł do Szombierek Bytom, w których grał przez trzy sezony w I lidze do zakończonego spadkiem sezonu 1971/1972 włącznie.
3 grudnia 1966 wystąpił jedyny raz w reprezentacji Polski, w spotkaniu z Izraelem, które Polska zremisowała 0:0.